# لفظ مهجور

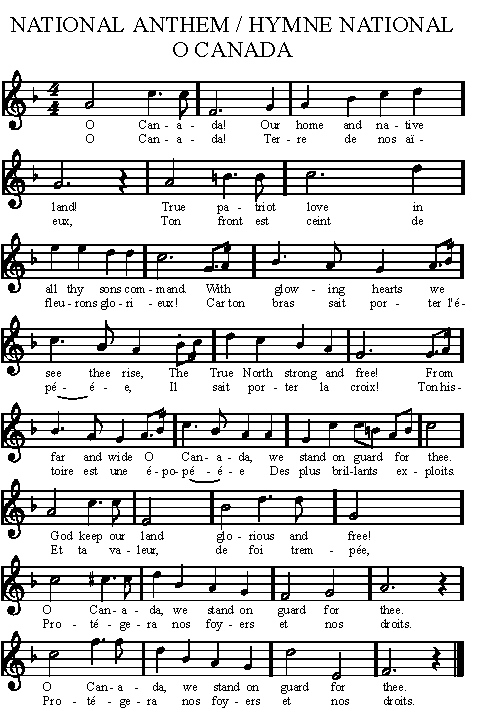

اللفظ المهجور هو اللفظ الذي كان متداولاً في الماضي، ثم قلل من استعماله إلى أن صار نادراً، فلم يستعمل في الحاضر إلا للدلالة على شيء من الماضي.
تستخدم القواميس على نطاق واسع التمييز بين الكلمات المهجورة والبائدة. الكلمة أو المعنى المهجور هو الذي لا يزال له بعض الاستخدام الحالي ولكن تضاءل استخدامه في سياقات معينة، حيث التلفّظ بها يشير إلى أنها لغة غير محكية ومهجورة.

## حواش
1. ↑  "Lughatuna Website". www.livingarabic.com. مؤرشف من الأصل في 2019-04-20. اطلع عليه بتاريخ 2019-01-26.